# Église de Saint-Louis-de-France
Église de Saint-Louis-de-France är en kyrka i Sainte-Foy–Sillery–Cap-Rouge i Montréal i Kanada. Den började byggas hösten 1960, och inaugurerades 23 juli 1961.